# 近月少女的礼仪
《近月少女的礼仪》（月に寄りそう乙女の作法）是Navel發售的戀愛冒險類型成人遊戲，Navel的10周年作。後來於2015年11月26日發售PlayStation Vita版《近月少女的禮儀 ～向陽的日子～》（月に寄りそう乙女の作法 ～ひだまりの日々～）。
2013年7月26日發售承接Bad End的續篇《少女理論及其周邊 -Ecole de Paris-》（乙女理論とその周辺 -Ecole de Paris-）。2014年12月19日發售承接露娜End的续篇《近月少女的禮儀2》。2016年5月27日發售續篇的FD《少女理論及其後的周邊 -Belle Epoque-》（乙女理論とその後の周辺 -Belle Epoque-）。2016年11月24日發售續篇的PlayStation Vita版《少女理論及其後的周邊 -Bon Voyage-》（乙女理論とその周辺 -Bon Voyage-）。

## 概况
本作是Navel的10周年纪念作品，是继《SHUFFLE!》、《Soul Link》、《我们没有羽翼》、《世界征服彼女》的第5个全新创作的作品，同时也是Navel的第15部作品。
2012年7月6日在上的第7回中，从标题、原画、脚本几个方面综合起来介绍了一部分的女主角的画像。之后，7月10日发行的（角川書店）2012年8月号，公开了作品的详细信息。
作品的略称（音：tsuriotsu）由前文所述的所实行的投票确定。
2012年10月26日，限定版（Limited Edition，附加）发行。
2012年12月21日，已经安装好补丁的Standard Edition（标准版，无附加特典）发行。

## 故事介绍
以庶子身份出生于代表着日本金融界的大藏家的大藏游星，由于是情人所生，被当做多余的孩子遭到冷落，并被放在国外长大。游星的目标是成为服装设计师，却被他同父异母的哥哥衣远施加了“我没有这种才能”的烙印（事实上他的确没有设计才能，但是有纸样才能）。虽然因此而灰心，但也正是因为衣远，他回到了日本。到了日本后，得知憧憬的設計師让·皮埃尔要在那里建立服裝設計學校弗莉亚女子学院，这是他梦想中的学校。于是，他获得了妹妹里想奈的帮助，决定穿着女装入学。为了能获得更好的教育，里想奈把他介绍给樱小路露娜做她的女仆。而露娜是里想奈的朋友，并准备在新学期进入全是富家子弟的特殊班级。
在露娜住着的「（樱公馆）」中，还寄宿着来自瑞士的留学生尤尔希兒、老贵族出身的花之宮瑞穗、作为游星和里想奈青梅竹马的平民社长的女儿柳之濑凑，以及许许多多的女仆。她们一起来往于弗莉亚女子学院。那么，游星能否守住身为男人的秘密安然度日呢？

## 登场人物

### 主要角色
小仓朝日（声：中村繪里子）　身高：164cm
主人公。隐藏了性别和家世，在樱小路露娜的身边做女仆。祖父是大藏家的家主，母亲是英国美人。国籍属日本，但在英国出身。因为是庶出子女，被夫人所排挤。在处于曼彻斯特的别墅中，他从小就被软禁在屋顶的小房间内。母亲属于家族的禁忌，从小只得到了母亲的爱。和妹妹里想奈相遇的时候招致了夫人的不快，被迫和母亲分别，从曼彻斯特搬到了法国的博讷居住。在那边他被作为看守红酒仓库的下人使唤，以至于直到母亲去世都没有看到她最后一面。后来一个连环作案的强盗团伙袭击了他的住所，他就在这时和让·皮埃尔相遇。之后在衣远的意思下，他被送回日本。在那里，他有关服饰的能力未能得到大家的认可，这违背了衣远的期待，结果被衣远抛弃，分配去照顧里想奈。他没有抛弃服装设计的梦想，为了进入让·皮埃尔开办的学校，他决定隐藏性别和家世。
为了将来能够为大藏家工作，他并没有去上学，而是被各个专业的家庭教师灌输知识，从而在文化、体育、家务等方面都有了根深的造诣，这些技能在和弗莉亚女子学院中都毫无保留地发挥了出来，尤其是连他做饭的能力都能让衣远略为认可。他在所有去过的国家和地区中都有所学习，从而擅长的菜肴种类丰富。
虽然在设计方面并不出众，也被衣远否定了服饰上的才能，不过在纸型和立体裁断上的优秀使得他多次受到露娜和尤尔希兒“毕业后到我的身边来工作如何？”的邀请。
沉重的成长过程以及让·皮埃尔的影响，造就了他让人无法想象的积极性格。交际能力很强，和露娜及其友人以及女仆们关系都很好，认真的性格加上勤奋能干让女仆们非常钦佩，不过也有过沉浸在自己的思考中而忽视周围的情况。由于幼年常在严厉的视线中度过以及衣远那远高常人的评价基准让他对自身的评价非常低。对于女装成为女仆一事抱着“这是没有办法的事”的心态，因为如果在入学式上被衣远发现就会失去再次追寻梦想的机会。
和母亲别无二致的形貌使其非常适合女装，里想奈也说过“太过适合了反倒让人恶心”，连青梅竹马的湊也完全无法辨别出来。女装时会戴上假发和胸垫，内衣也会换成女性内衣。素颜时也并没有特别暴露出他的性别，不过文中也有一定关于他化妆的描述。
名字由来：取自（旭日銀行，於2002年與其他銀行合併為里索那銀行）。“遊星”取自（日本郵政集團郵貯銀行，原為公營機構日本郵政公社屬下的儲蓄業務，於2007年伴隨日本郵政民營化而獨立為日本郵政集團旗下公司）。
樱小路露娜（声：卯衣）　身高：145cm 三围：72/49/74
东京都出身。朝日的主人。弗莉亚女子学院一年级学生。没落的贵族樱小路家的小女儿（哥哥、姐姐各一人）。天生银发红瞳，皮肤苍白通透。因此难以接受阳光直射，每当出行必定带着阳伞。因为这天生的體質而被家族疏远，从小就被处以软禁状态，现在一个人住在位于港区的，基本与家族绝缘。原属于樱小路家的财产，曾因家族没落而被迫卖出，以补偿的形式被露娜购入。
身为沉着冷静才能丰富的自信实业家，受樱小路家教育的影响即使并没有耀武扬威的打算也会使用高人一等的语气。毒舌但心地善良，知道其本性的人都非常喜欢她。不过S气场过强，常喜欢欺负可爱的人，朝日和尤尔希児便经常被其欺负。本人称见到朝日困惑的表情能够极大的刺激创作欲。性格上与衣远有相似的部份，里想奈曾称其为“女版的衣远”。偶尔也会说出完全不像出自大小姐之口的话。
靠股票起家，随后靠开发社交软件成为实业家，其资产已远超樱小路本家。为了学习设计而入学弗莉亚女子学园，平时将公司交给手下打理。看朝日的第一眼便直接将其录用，被八千代建议后便提出了几个问题，结果非常中意朝日，依然决定采用。
在设计上有着天生的灵感，连对任何事都相当严厉的衣远也承认这一点，不过由于不擅长纸型和立体裁剪便托付给朝日做。
名字由来：取自（櫻花銀行，原屬三井集團的主要銀行，2001年與住友集團主要銀行「住友銀行」合併成三井住友銀行）。
柳之濑凑（声：森谷実園）　身高：154cm 三围：87/57/84
滋贺县出身，游星的发小。两人独处时叫游星为。弗莉亚女子学院一年级学生。
她的父亲曾希望能够促成和大藏家的婚姻，这使得她小学三年级时和寄居在曼彻斯特的游星相遇。在某次玩耍时差点从树上掉下，而当时被游星所救，因而喜欢上了游星，至今依然心意未改，不过后来回到本家后，这个拥有了恋心的少女将成为淑女当做目前的第一目标并为此不懈努力。

从小开始，她的职业摔跤水平就超越了男性，但本人并没有自觉。
开朗积极加上有些粗枝大叶的性格，对于不擅长与人交际的露娜也积极的打招呼并成为了朋友，能让周围的人心情也跟着好起来，是桜屋敷的和事佬。
老家是正在急速发展的搬运公司，也就是人们所说的暴发户。思考和行动都是平民派因此总被身处上层阶级的同学们嘲笑。
由于后来发生了某件事成为了唯一知道朝日真实身份的人，就决定帮助朝日。
在服装设计方面有些大刀阔斧，不过在小饰品的加工制作方面却相当有才华。
名字由来：取自（港銀行，由1999年阪神銀行與（綠銀行）合併而生，現為三井住友銀行集團下屬銀行）。
尤尔希兒·弗露露·杰阿梅尔（Ursule＝Fleur＝Jeanmaire）　身高：157cm 三围：88/54/80
来自日内瓦的瑞士留学生，弗莉亚女子学院一年生，爱称。贵族出身并持有身为贵族的骄傲，不过其方向性有些偏差，自尊心很强，讨厌失败。拥有被人欺骗无数次也依然会相信对方所说的率直性格及认同他人才能的气量，带有傲娇属性。本家和樱小路家是旧交，和露娜从小时候开始就是朋友，本人自称是露娜的对手并不停与其竞争却总是失败。在日常中也老被露娜捉弄。高傲的语气强调了其一直想要取胜的愿望。
依据家规中“入乡随俗”的要求，她以使用日语为基本条件。日语相当熟练，使用大小姐专业词语，不过偶尔也有用错的时候，基本都是露娜和莎夏故意教错造成的，养的狗的名字叫“前男友”。当然，这些错误只会出现在日语中，并不会在母语法语中出现。
名字由来：取自UFJ銀行（中譯為「日聯銀行」，2002年由大阪及名古屋的銀行合併而成，2005年與東京三菱銀行合併為三菱東京UFJ銀行）。
花之宫瑞穗　身高：160cm 三围：90/58/89
京都出身，拥有八百年历史的旧华族花之宫家分家的女儿，弗莉亚女子学园一年生。本家是舞蹈世家，江户时代开始做和服生意。从小时候便对花道、书道、茶道很感兴趣，在服装竞技大会上曾获过奖，在和服方面作为将来有望成为设计名人而被人所熟知。因为家族的关系从小便和露娜相识并成为了朋友。
性格温和内心坚强，比较天然，很喜欢偶像，是从未踏出家乡土地一步的娇贵大小姐。小时候经常被周围的男孩子开玩笑，久而久之变得讨厌男性，现在一有男性接近就会变的害怕起来并连好好说话都无法做到。
从最初相遇时便非常中意朝日，希望朝日能超越身份的束缚将自己当成友人对待。
与在《世界征服彼女》中登场的女主人公花之宫亚子、良子姐妹关系不明。
名字由来：取自（瑞穗銀行，2002年由第一勸業銀行等三家銀行合併而成，並持續至今，為日本五大都市銀行之一）。

### 其他角色
八日堂朔莉（声：远坂リリ）
贵族家的大小姐。
山吹八千代（声：松田理沙）　身高：165cm 三围：86/57/88
女仆长兼弗莉亚女子学院临时讲师。年纪20多岁。对年龄的话题很敏感，一旦谈到这方面，就会用“我只不过才二十多岁”来反驳。
性格沉着冷静一丝不苟，也在严格要求着的其他女仆。深受露娜的信任。在和露娜的长时间交往中认为露娜和她的妹妹一样可爱。把露娜的事情放在第一位，有时会因为损害露娜利益的事情而发狂。对于朝日只是第一印象不好，但认可他一丝不苟的工作作风。兼任讲师后变得繁忙，就让朝日代替自己照顾露娜。
学生时代与让·皮埃尔是同级生，她的才能也被周围的人认可。她也因为这件事被聘为弗莉亚女子学院的讲师。因家里经济状况所迫，在毕业之后到樱小路家工作。是露娜在设计方面的教师，设计了的女仆服装，对改造服装得心应手。
名字由来：取自八千代銀行，前身為信用金庫，後於1991年正式成為銀行。其後先後與兩家以東京為主要營業地點的地方銀行：「東京都民銀行」及「新銀行東京」合併，並於2018年5月後更名為「綺羅星銀行」（きらぼし銀行）。
名波七爱（声：丹下葉子）　身高：152cm 三围：92/59/90
柳之濑凑的女仆。
原本是凑的同级生，但家庭破裂后无处可去，后来得到凑的救助，并成为柳之濑家的女仆，因此迷上了凑，并毫无疑问地上升到了爱情的高度。对接近凑的人物都不掩饰敌意，对凑的初恋对象游星抱有杀意，也对和凑关系很好的朝日抱有杀意。
性格阴暗，经常小声地咬牙切齿，还能很好地控制音量和角度不让凑听到。威胁自己话中的对象（多为朝日）（游戏中语音的语速很快，文字也以小字号表示）。对为自己创造了和凑相处的二人空间的人会表示明显的好感。给大小姐们排名，认为露娜≧凑≧瑞穂＞＞＞尤希尔。是一个文学少女，喜欢的作家是三島由紀夫。有时会在自己的话中用上当时读到的小说中的内容。
名字由来：
莎夏（Sacha＝Bucquet＝Janequin，声：月代綾人）　身高：178cm
尤尔希兒的女仆。法国人。表面女性，实为男性，却被本国的法官认可改变户口性别为女性。因此他很快就识破了朝日的真身，但并没有说出口。
极度自恋，扬言自己的美丽是最棒的。穿女装的理由也是认为女性的衣服很美丽。对与美有关的词汇没有抵抗力。是个优秀的女仆，但有时也会和主人尤尔希兒开玩笑。日语拿手，却经常会出现把“ba行”换成（读音：bi）这样的奇怪表达。
以前曾与髮小让·皮埃尔一起创办事业，对他很友善。属于当初“传说中的七人”这个专业设计团队中的一员。衣远出现之后，他与让·皮埃尔呆在一起的时间变少了，工作也变得马马虎虎。这一点被衣远点破之后，他就离开了让·皮埃尔的麾下。
特长是击剑。武器是细剑，每次和和北斗比试的时候，都会过滤掉来自其他人的声音。
名字由来：取自SBJ銀行（前身為以在日韓國人資本建立的新韓銀行日本分行，2009年獨立為其子公司運作）。
杉村北斗　身高：172cm 三围：82/58/82
瑞穗的女仆。身为女性，穿着管家的服装。因为家族想让瑞穗逐步适应与男性相处，就要求她穿男装。
杉村家世代为花之宫家工作，北斗也向瑞穗宣誓效忠。因此以执行瑞穗的命令为天职，毫不宽恕瑞穗的敌人。不喜欢撒谎的人。处理事情不避免使用武力。
曾经为了寻找自我而去美国，和并非虚传的部落Black Hawk族一同生活在大自然中，因此她有时会发出来自那个部落的怪叫和呐喊。如果让周围的人感到奇怪并被指出的话，一般都能控制，但有时她的情绪就会变得很激动并难以自控。武器是修行时期获得的印第安战斧。
“表姐”与出自Navel作品《世界征服彼女》中的的人物介绍相同。
名字由来：取自北都銀行（秋田縣的地方銀行）。
大藏里想奈　身高：149cm 三围：85/56/81
比游星年龄小的一个同父异母的妹妹（和衣远之间是实际的兄妹）。名字在游戏中以平假名（りそな）表示。和游星说话时，自称“妹妹”，称游星为“（二）哥”，称衣远为“大哥”。
表面上是十分贤淑的大小姐，实际上十分随意。和游星二人独处时经常很懒散。社交困难，因为环境影响，看待事情很有偏见。自我评价说形成这种性格是家庭环境所致，不过游星初次遇到她时评价她是天真如天使一样的女孩子。
小时候去曼彻斯特的别墅玩耍，却遭到欺负，最后在游星的帮助下解围，从而对他抱有好感。得知游星和自己是兄妹之后，就自称是重度兄控，成为整个大藏家中唯一理解支持游星的人。只是她和游星说话时经常采用毒舌的语气。相反，哥哥衣远是她敬畏的对象。出于对游星的好感，她学习服装设计，并准备参加下一年度弗莉亚女子学院的普通考试。
爱好是上网。经常一整天把自己关在房间里面对着电脑。她和露娜就是在网络游戏中结交的，昵称叫做。她让游星穿上女装，并介绍给露娜做女仆。
名字由来：取自（里索那銀行，2002年由旭日銀行等銀行合併而成，為日本五大都市銀行之一）。
大藏衣远（声：鳩万軍曹）　身高：180cm
比游星大十岁的异母兄长，大藏家的下届家主，世界知名的天才设计师，作为大藏集团服装方面的实权者非常有手段，在家族里也拥有远超其父的权力，士丹利的好友，弗莉亚女子学园出资者中的一人，现为代理学园长。
严格的性格完全体现出大藏家排外的家风。冷酷的实力至上主义者，为达目的不择手段，在入学式上就直接表示第二年的班级编成将由时装秀的成绩来决定，做为学园长代理操持着优胜劣汰的理念。对有才能的人给予认可，而对没有才能的人便直接暴言将其否定，另外，对于违逆自己的即使是有才能的人也非常严厉，对弱者毫不留情，其冷酷严苛的性格令游星非常畏惧他。
因游星也拥有大藏家的血统而对其抱有期待，结果却迎来了失望。不过游星其实在纸型方面拥有非常出众的才能，只是由于某些原因当时并没有察觉到。
名字由来：取自（永旺銀行，由百貨商店永旺於2007年建立的銀行，與Seven銀行同樣，主要提供ATM服務）。
让·皮埃尔·士丹利
世界知名的年轻设计师，弗莉亚女子学园的创立者，弗莉亚女子学园在巴黎、伦敦、纽约也设有分校。是游星所憧憬的设计师，也是游星的好友。
以培养女性设计师为理由在东京的豪华地段设立弗莉亚女子学园。通过各种手段来筹集设立分校所需的莫大资金，其中之一便是专门为大小姐们准备的特别教室，条件是高额的学费，所以即使其使用人也能不只经过入学试而入学。顺带一提衣远也是东京分校设立的出资者之一。
由于本人很忙所以很少会在某地长时间停留，也经常不务正业去旅游，东京的分校完全交给学园长代理的衣远打理。和衣远性格正好完全相反，不拘小节的性格有时会使衣远和他的下属们相当窘迫，不过本人对此毫无自觉。
入学式上便察觉到朝日就是游星，不过因觉得很有趣并没有将此事告诉衣远（虽然衣远之后也察觉到了）。
名字由来：取自（即「摩根士丹利」，美國著名投資銀行）。

## 制作
作为设立Navel的一员的铃平广，从2009年的《SHUFFLE! Essence+》以来就参与到了Navel作品的制作当中，这次他与西又葵组成二人组，担当本作的原画。本作的策划由提出。脚本则由写出大的框架，由Navel所属的脚本家在其中添加一些比较有Navel风格的内容。因此，各可攻略女主角的单线剧情并非由脚本家们分别完成的。
本作在Navel的作品中属女装类处女作。西又葵评价这是“我们现在的公司里绝对不会出现的策划”。又因为铃平广的企盼，本作的制作便与Navel以前的作品不同了。。
在策划的开始，本作的风格更加严肃。但为了追求Navel风格，3位脚本家在剧中加入了具有《SHUFFLE!》风格的流行元素。因此，除了序章部分气氛较为沉重外，本作的整体风格是明快开朗的。
登场人物的名字中都带有银行的名称。王雀孫曾在中让女主角的名字和新干线联系在了一起，并在当时随便说说下一次会使用银行的名称。铃平广想起了这件事，就在这一次策划中建议这样做。
制作人员
- 制作：Navel
- 原画：
- 第二原画：
- 脚本：
- CG色彩监督：
- CG：
- 背景美术：
- 游戏系统图形：
- 接口程序、标题动画：

## 主题曲
片頭曲「DESIRE」
作詞：，作曲：，編曲：，歌：
插入曲「SHINY MOON」
作詞：，作曲：，編曲：，歌：
片尾曲
作詞：，作曲：，編曲：，歌：

## 評價
《近月少女的禮儀》在萌系游戏大赏2013年度的大賞獲獎作品。女主角樱小路露娜在2012、2013和2014年三年连续获得了美少女游戏大赏角色部门第一名，成为少有被捧为殿堂级的角色不再参与日后美少女游戏大赏评选。